# Peter Berg
Peter Berg, född 11 mars 1964 i New York, är en amerikansk skådespelare, filmregissör, producent och manusförfattare.

## Biografi

### Tidigt liv
Berg föddes i New York och är son till Larry och Sally Berg. Hans mor var en av grundarna av en ungdomsgrupp kallad Catalog for Giving och arbetade under Bergs uppväxt på ett psykiatriskt sjukhus. Efter examen från The Taft School började Berg vid Macalester College, Saint Paul, Minnesota där han avlade examen 1984 i teater och teaterhistoria. Han flyttade till Los Angeles 1985 för att påbörja en filmkarriär. Berg övergav skådespelarbanan och blev produktionsassistent.

### Karriär
Berg gjorde sin debut i TV-serien The Equalizer 1986 och gjorde senare inhopp i serierna 21 Jump Street och O'Hara.
Berg är känd för sin roll som Dr. Billy Kronk i TV-serien Chicago Hope från 1995 till 1999. Under tiden skrev han två avsnitt till Chicago Hope under sina första år och blev därefter seriens regissör innan han lämnade den säsongen 1998-99. Berg har gästspelat i två avsnitt av serien Alias som Noah Hicks.
Sedan 2007 är Berg exekutiv producent för TV-serien Friday Night Lights som hade premiär 3 oktober 2006 på NBC.  

### Privatliv
Åren 1993–1997 var Peter Berg gift med Elizabeth Rogers. Berg är kusin till manusförfattaren H. G. Bissinger.

## Filmografi
Som skådespelare:
- Shocker (1989) Jonathan Parker
- Race For Glory (1989) Chris Washburn
- Never on Tuesday (1989) Eddie
- Miracle Mile (1989) Band Member
- Heart of Dixie (1989) Jenks
- Tale of Two Sisters (1990) Gardener
- Genuine Risk (1990)  Henry
- Middan som frös inne (1991) Frank Lovegren
- Crooked Hearts (1991) Tom
- A Midnight Clear (1992) Bud Miller
- A Case for Murder (1993) Jack Hemmet
- Fire in the Sky (1993) David Whitlock
- Aspen Extreme (1993) Dexter Rutecki
- En kvinnas list (1994) Mike Swale
- F.T.W. aka The Last Ride (1994) Clem Stuart
- Across the Moon (1994) Lyle
- The Great White Hype (1996) Terry Conklin
- Girl 6 (1996) Caller No 1—Bob
- Cop Land (1997)   Joey Randone
- Very Bad Things (1998) Doctor
- Dill Scallion (1999) Nate Clumson
- Corky Romano (2001) Paulie Romano
- Collateral (2004) Richard Weidner
- Smokin' Aces (2006) "Pistol" Pete Deeks
- Lions for Lambs (2007) Falco

Som regissör:
- Chicago Hope (1998) TV-serie
- Very Bad Things (1998)
- Wonderland (2000) TV-serie
- The Rundown (2003)
- Friday Night Lights (film) (2004)
- Friday Night Lights (TV-serie) (2006)
- The Kingdom (2007)
- Hancock (film) (2008)
- Lone Survivor (2013)
- Deepwater Horizon (film) (2016)
- Patriots Day (film) (2016)

Som producent: 
- Wonderland (2000) TV-serie (exekutiv producent)
- PU-239 (2006) (exekutiv producent)
- The Kingdom (2007) (producent)

Som manusförfattare:
- Chicago Hope (1994) TV-serie (manus) (som Peter W. Berg)
- Very Bad Things (1998) (manus)
- Wonderland (2000) TV-serie
- Friday Night Lights (2004) (manus)

Som kompositör: 
- Very Bad Things (1998) (låt "Walls Come Down")